# Ньюман, Гай
Гай Дэвид Ньюман (англ. Guy David Newman, род. 25 марта 1969, Бикенибеу) — австралийский ватерполист, вратарь. Участник летних Олимпийских игр 1992 года.

## Биография
Гай Ньюман родился 25 марта 1969 года в поселении Бикенибеу на атолле Тарава в Кирибати.
В детстве и юности увлекался цирковым искусством: был жонглёром, акробатом, клоуном в цирке Flying Fruit Fly Circus. Уже в 15-летнем возрасте обучал других артистов.
Играл в водное поло за австралийский «Балмейн».
В 1992 году вошёл в состав сборной Австралии по водному поло на летних Олимпийских играх в Барселоне, занявшей 5-е место. Играл на позиции вратаря, провёл 3 матча, пропустил 24 мяча (9 — от сборной Чехословакии, 8 — от Венгрии, 7 — от Германии).
В течение 10 лет выступал за сборную Австралии. В 1995 году получил приз лучшему вратарю Best International Goalkeeper Trophy.
По окончании игровой карьеры тренировал вратарей сборной Австралии.
Изучал журналистику, спортивные науки, психологию. Работает преподавателем личностного и профессионального развития.